# Ecnomina volcella
Ecnomina volcella là một loài Trichoptera trong họ Ecnomidae. Chúng phân bố ở miền Australasia.